# The Crash (gruppo musicale)
The Crash è stato un gruppo pop rock finlandese composto da Teemu Brunila (cantante/chitarrista), Samuli Haataja (bassista/cantante), Erkki Kaila (batterista). Il gruppo nasce nel 1991, subisce cambi di formazione e di nome, un primo EP esce nel 1997 a nome "Crush", dal 1998 diventano "The Crash" e nel 1999 pubblicano il loro album di debutto Comfort Deluxe.

## Discografia

### Album
- 1999 - Comfort Deluxe
- 2001 - Wildlife
- 2003 - Melodrama
- 2005 - Selected Songs 1999-2005
- 2006 - Pony Ride

### Singoli/EP
- 1997 - Crash (The Black EP)
- 1998 - Take My Time
- 1999 - World of My Own
- 1999 - Sugared / Loveless
- 1999 - Coming Home
- 2001 - Lauren Caught My Eye
- 2001 - Star
- 2002 - New York
- 2003 - Still Alive